# Schloss Unterschwaningen
Das Schloss Unterschwaningen ist eine ehemalige Wasserburg und späteres Schloss der Markgrafen von Ansbach am Nordostrand von Unterschwaningen im mittelfränkischen Landkreis Ansbach in Bayern. Das Schloss ist unter dem Aktenzeichen D-5-71-208-3 als Baudenkmal und unter dem Aktenzeichen D-5-6929-0073 als Bodendenkmal in die Bayerische Denkmalliste eingetragen.

## Geschichte

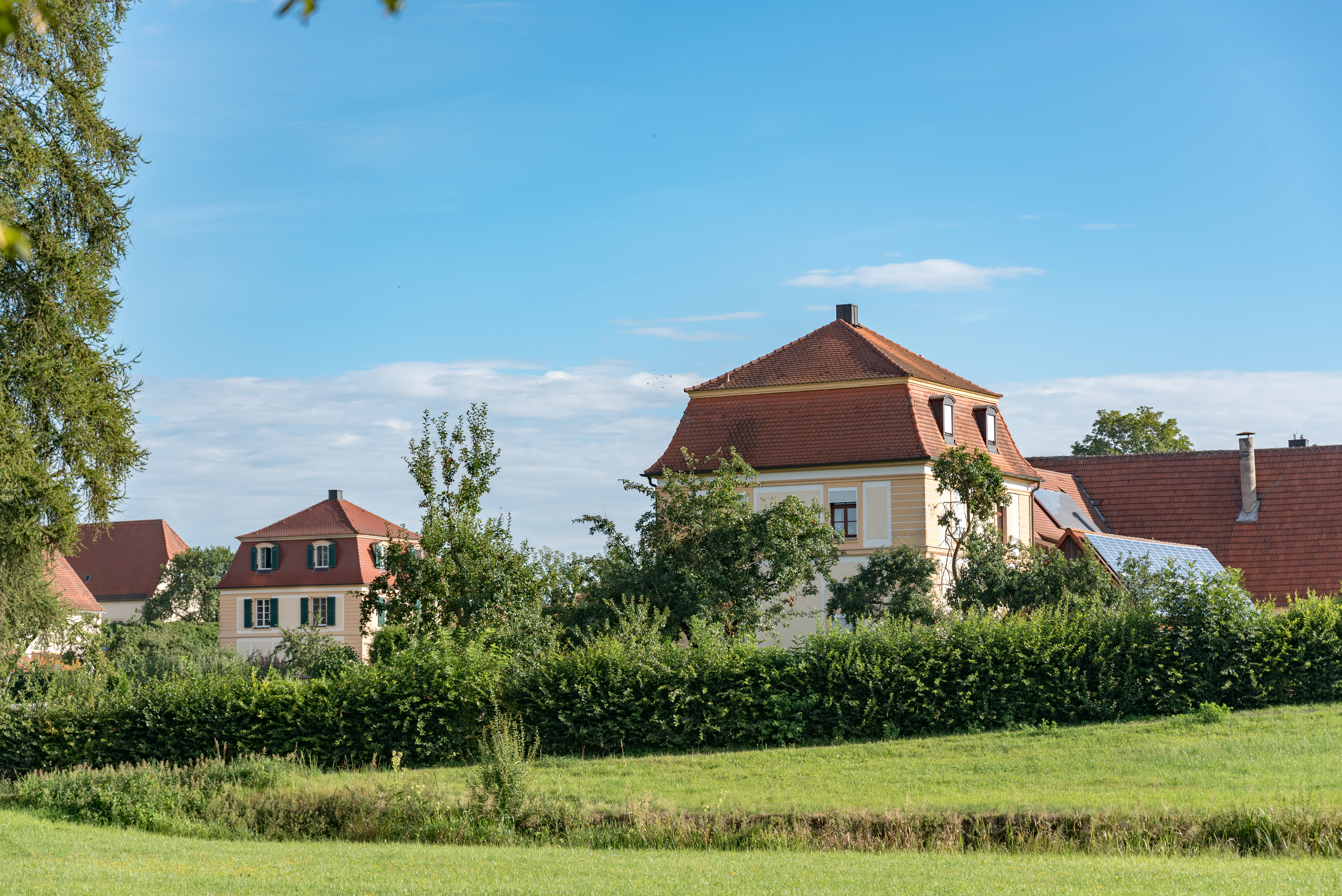
Zwei Eckpavillons

Das erste Indiz für die Existenz einer Burg in Unterschwaningen bildet die Erwähnung eines Ortsadelsgeschlecht der Herren von Schweiningen im Jahr 1163. Ab 1253 sind sie als Ministeriale der Grafen von Truhendingen in den Urkunden vertreten. Der letzte dieses Geschlechts hinterließ die Burg 1429 jeweils zur Hälfte seinem Schwager Conrad von Holzingen und seinem Schwiegervater Sigmund von Leonrod. Ab 1436 gehörte den von Holzingen die Burg in Unterschwaningen zur Gänze. 1497 ging die Burg durch Heirat an Hans von Gundelsheim. Die nächsten Besitzer des seit 1511 als Ansbacher Lehnsgut geführten Besitzes waren 1517 die Herren von Rechenberg. Nach deren Aussterben 1583 fiel das Lehen an die Ansbacher Markgrafen zurück, sie richteten dort ein Amt ein. 1603 gab Markgraf Joachim Ernst das Schloss samt dem alten Burgstall an Johann Philipp Fuchs von Bimbach zu Lehen. Dieser starb 1626 den Soldatentod, die Markgrafen erwarben den Besitz nach einem Rechtsstreit mit seinen Erben für eine hohe Summe im Jahre 1630 zurück. Der Besitz wurde aber, im Gegensatz zur Residenz in Triesdorf, vernachlässigt. 1712 wurde das Schloss der regierenden Markgräfin Christiane Charlotte überlassen und als Witwensitz ausgebaut. Sie starb aber schon 1729 kurz nach der Volljährigkeitserklärung ihres Sohnes Carl. Dieser schenkte das Schloss ebenfalls seiner Gattin. Auch die letzte Markgräfin Friedrike Caroline verbrachte hier von 1784 bis zu ihrem Tod 1791 ihr Leben. Als 1806 gehörte das Schloss wie die ganze Markgrafschaft Ansbach zum Königreich Bayern, das kein Interesse an der Erhaltung des Schlosses besaß. Das Hauptgebäude wurde 1811 auf Abbruch verkauft und der Park sowie der See beseitigt. Nur die für die Landwirtschaft oder zu Wohnzwecken nutzbaren Gebäude wie die Eckpavillons blieben erhalten.

## Baugeschichte
Laut der Verkaufsurkunde von 1603  muss zu diesem Zeitpunkt ein erstes Schloss bestanden haben, das neben der vorangegangenen, damals schon aufgegebenen Burganlage errichtet worden war. Von 1603 bis 1610 entstand ein Neubau des Schlosses nach Plänen des Ansbacher Hofbaumeisters Blasius Berwart d. J. Nachdem 1712 das Schloss an die Markgräfin Christiane Charlotte gekommen war, ließ sie die Festungsanlagen beseitigen und den Park erweitern. 1714/15 wurden die noch fast vollständig erhaltenen Marstallgebäude im Südwesten errichtet. Eine damit einhergehende Umgestaltung zu einem Witwensitz umfasste außerdem den Umbau der Nebengebäude zu Wohnzwecken, die kostbare Ausstattung des Schlosses und die Erhöhung der Eckpavillons um ein Stockwerk. Von 1731 bis 1733 wurde das Berwart-Schloss durch den Hofbaumeister Leopoldo Retti umgebaut. Im Zuge dessen wurde die Reste des ersten Schlosses beseitigt. Von 1737 bis 1743 kam als letzter Baustein die Hofkirche dazu.

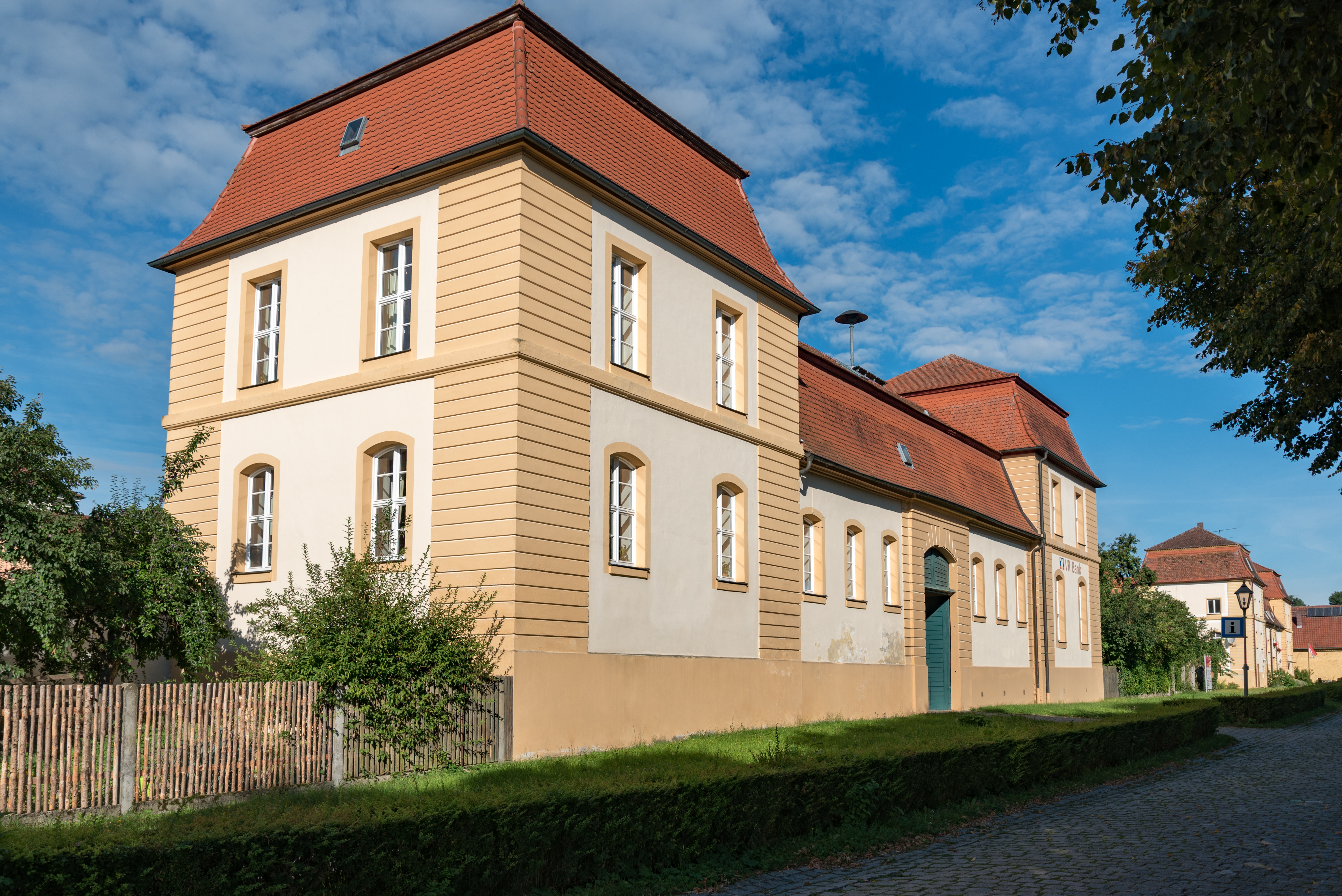
Der Marstall

## Beschreibung
Die genaue Position und das Aussehen der ersten Burganlage sind unbekannt. Das erste Wasserschloss lag nordöstlich des existierenden Marstallgebäudes unmittelbar hinter der Straße. Nach einer Beschreibung des Jahres 1610 bestand es aus einem verfallenen, unterkellerten Hauptgebäude, einem fünf Stockwerke hohen Turm mit zwei Gewölben im Inneren und aus Wirtschaftsgebäuden. Das Schloss vom Beginn des 17. Jahrhunderts war ein dreistöckiger Dreiflügelbau, der im Grundriss ein doppeltes T bildete. Davor befand sich der hufeisenförmige Wirtschaftstrakt mit erhöhten Eckbauten. Dieser bestand nach seinem Umbau zum „Neuen Schloss“ aus einer dreiflügeligen Anlage auf U-förmigen Grundriss. Der Hauptbau war ein zweigeschossiger Mansardwalmdachbau mit Eckrustizierung und Mittelrisalit mit Zwerchhaus. Die eingeschossigen Seitenflügel schlossen mit vier zweigeschossigen Pavillons ab. Der im Südwesten liegende Marstall ist eine dreiflügelige Anlage mit Eckpavillons, die auch die Hofkirche integriert.